# マリ・デュラン

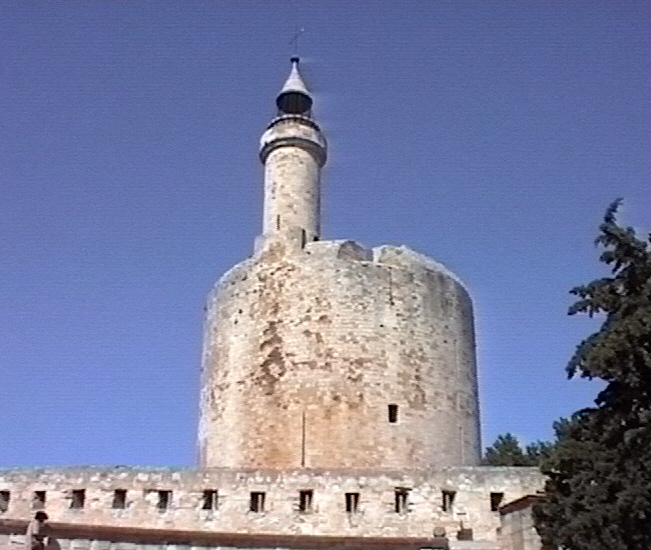
コンスタンスの塔

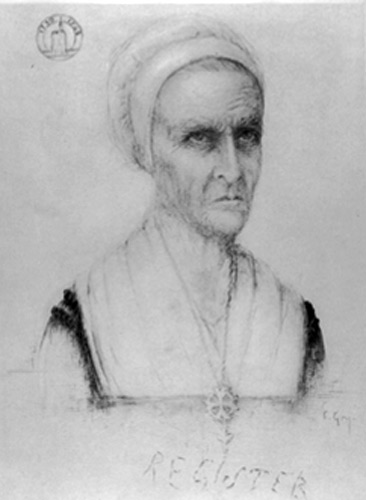

マリ・デュラン（Marie Durand、1711年7月15日 - 1776年）は、フランス改革派のキリスト者。15歳の時ローマ・カトリックに捕らえられ、コンスタンスの塔に監禁された。以後、38年間そこから出ることができず、1768年4月14日、年老いてからようやく解放された。兄がユグノーの説教師だったことが、少女の投獄理由であった。